# Microdalyellia mollosovi
Microdalyellia mollosovi är en plattmaskart som först beskrevs av Nasonov 1920.  Microdalyellia mollosovi ingår i släktet Microdalyellia, och familjen Dalyelliidae. Arten är reproducerande i Sverige.